# 小行星18737
小行星18737（18737 Aliciaworley）是一颗绕太阳运转的小行星，为主小行星带小行星。该小行星于1998年8月24日发现。

## 轨道参数
小行星18737的轨道半长轴为2.2817981 UA，离心率为0.101。